# Сюлейман Шефик-паша
Сюлейман Шефик-паша (тур. Süleyman Şefik Paşa; 1860, Эрзурум — 1946, Стамбул) — командующий «силами порядка» (тур. Kuvâ-i İnzibâtiyye, осман. قوا انضباطيّه‎), которые были основаны правительством Османской империи 18 апреля 1920 года для борьбы против Турецкого национального движения после Первой мировой войны. «Силы порядка» были поддержаны британцами с целью усиления британского влияния в Малой Азии и принуждения к разделению и стабилизации осколков Османской Империи.

## Биография
Шефик-паша родился в Эрзуруме, его отец Али Кемали-паша, был губернатором Триполитании, Румелии, Коньи и Мосула. Его семья знаменита под именем Сёйлемезогуллары. После принятия в Турции закона о фамилиях его семья приняла фамилию Сёйлемезоглу. Он был отцом османской принцессы  Перизад Османоглу и первого горного магнат Турции Сихаметтин Кемали Сёлемезоглу, а также дедом Шехразат Кемали Сёлемезоглу.

### Смерть
Умер в 1946 году в Стамбуле.